# إدوارد برونر
إدوارد برونر هو معلم موسيقى سويسري، ولد في 14 يوليو 1939 في بازل في سويسرا، وتوفي في 27 أبريل 2017 في ميونخ في ألمانيا.

## وصلات خارجية
- إدوارد برونر على موقع ميوزك برينز (الإنجليزية)
- إدوارد برونر على موقع أول ميوزيك (الإنجليزية)
- إدوارد برونر على موقع ديسكوغز (الإنجليزية)